# Автошлях B42 (Німеччина)
Федеральний автошлях 42 (B 42 нім. Bundesstraße 42) курсує з Бонна в Дармштадт.
B 42 виходить з федеральної автомагістралі 59 на розв'язці автострад Бонн-Ост. Звідси відкривається долина Середнього Рейну на правому березі Рейну через Нойвід, Ланштайн, Рюдесгайм і Вісбаден. Особливо на крутих берегах верхньої середньої долини Рейну та в Райнгау, він проходить безпосередньо біля берегів Рейну та піддається ризику затоплення під час паводків. Його аналогом на лівому березі Рейну є B 9.
Від Вісбадена до розв’язки автомагістралі Бюттельборн B 42 через проходить повз автобани 66, 671, 60 і 67, а також B 44. Звідти лінія знову йде під назвою В 42 до західної межі міста Дармштадт. Відрізок, що залишився звідти до центру міста, було замінено новим потоком Б 3 замінено.
Автошлях B42 (Німеччина)